# Josef Velenovský (malíř)
Josef Velenovský (3. března 1887, Písek – 27. května 1967, Písek) byl písecký malíř a fotograf, synovec univerzitního profesora a světoznámého botanika Josefa Velenovského.

## Život
Studoval na písecké reálce, kde v roce 1905 maturoval. V létech 1905 a 1906 studoval Vysokou školu technickou, obor pozemního stavitelství a architektury v Praze. V roce 1906 až 1910 Akademii výtvarných umění v Praze u profesora Vlaho Bukovace a ve speciálce Františka Ženíška. Podnikl studijní cesty do Německa, Rakouska, Itálie a Jugoslávie (Dalmácie, Černá Hora, Bosna a Hercegovina). Od roku 1910 působil jako asistent kreslení na píseckém gymnáziu, od roku 1919 po jmenování profesorem gymnázia v Havlíčkově Brodě, působil trvale jako profesor kreslení na gymnáziu v Písku. V roce 1941 byl pro antifašistický postoj penzionován, od roku 1943 do roku 1945 vězněn v nacistických žalářích. Po osvobození do roku 1948, v němž odchází do penze, působil opět jako profesor kreslení na píseckém gymnáziu.
Obsah uměleckého zájmu i umělecká činnost a dílo Josefa Velenovského jsou opravdu rozsáhlé. Vynikal i jako hudebník. Působil jako první houslista v písecké filharmonii řízené Bohuslavem Jeremiášem a profesorem Ladislavem Svěceným. Byl členem píseckého tria, ve kterém hrál housle spolu s pozdějším národním umělcem Otakarem Jeremiášem a jeho předčasně zemřelým bratrem Jaroslavem Jeremiášem.
Těžištěm jeho práce byla také pedagogická činnost.
Pod jeho vedením na píseckém gymnáziu a reálce studovala řada žáků, z nichž mnozí se později stali uznávanými grafiky, scénografy, malíři a sochaři. Patřili mezi ně zasloužilý umělec akademický sochař Jan Jiříkovský, profesor František Zedníček, akademický malíř František Roman Dragoun, malíř a grafik Václav Rožánek, sochař Jan Novotný a další.

## Výstavy a účast na výstavách
Písek 1912, 1922, 1932, 1940, Praha (Rubešův salón) 1920, 1922, 1925, Pacov 1924, České Budějovice 1925, Vídeň (salón Pisco) 1925, Březnice 1928, Písek (Oblastní muzeum) 1969, Písek (Oslavy lesnických škol) 1975, Milevsko (Městské muzeum) 1982, Písek (Prácheňské muzeum) 2008, 2010